# Nancy Holt

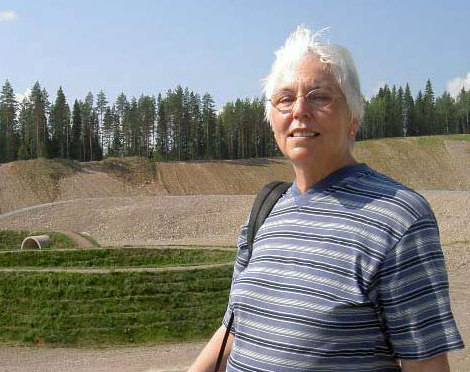
Nancy Holt at the Up and Under in Nokia Finland (2012)

Nancy Holt (5. April 1938 in Worchester, Massachusetts – 8. Februar 2014 in New York City) war eine US-amerikanische Landart-, Konzept- und Videokünstlerin.

## Leben
Nancy Holt wurde 1938 als einziges Kind eines Ingenieurs und einer Hausfrau in Worchester geboren und wuchs in New Jersey auf. An der Tufts University studierte sie Biologie und erlangte 1960 den Bachelor. Holts Karriere begann als Autorin von konkreter Poesie, sie fotografierte, machte Videofilme und war schon immer fasziniert davon, wie Wahrnehmung funktioniert.
Sie zog nach New York und machte dort die Bekanntschaft der Minimalisten Carl Andre, Sol LeWitt, Eva Hesse, Joan Jonas und Richard Serra. 1963 heirateten Nancy Holt und Robert Smithson (1938–1973). Holt gehörte zur ersten Generation von Landart-Künstlern, wie auch James Turrell, Walter De Maria, Michael Heizer, Dennis Oppenheim und Peter Hutchinson.
Nancy Holt realisierte ihre Landart-Skulpturen oft weit entfernt von Menschenansiedlungen, statt in Museen und Galerien. Nur ein kleiner Kreis von Personen hat bisher den Weg über menschenleere Straßen auf sich genommen, um Nancy Holts wichtigste ortsbezogenen Werke im Original zu sehen. Die Werkstücke sind exakt auf den Einfall des Sonnenlichts ausgerichtet, wodurch die Betrachter ihre Wahrnehmung von Zeit, Raum und der Positionierung im Universum schärfen können.
Das Projekt „Solar Rotary“ entstand in Zusammenarbeit mit dem  Archäoastronom Jack Robinson. Andere Projekte wurden zusammen mit Architekten, Ingenieuren, Astrophysikern, Vermessungstechnikern und Metallarbeitern geplant und realisiert.

## Werke (Auswahl)
- 1976: „Sun Tunnels“ in der Großes-Becken-Wüste in Utah[3]
- 1979–1984: „Dark Star Park“, Rosslyn, Arlington, Virginia
- 1988: „Sky Mound“, eine Halde in den New Jersey Meadowlands[4]
- 1998: „Up and Under“, eine gewundene Tunnel- und Berme Konstruktion nahe der Stadt  Nokia in Finnland
- 2012: „Avignon Locators“

## Filme
Holt hat seit den späten 1960ern mehrere Filme und Videos gedreht. Zu nennen sind Mono Lake (1968, mit Michael Heizer), East Coast, West Coast (1969), Swamp (1971, mit Robert Smithson) und Boomerang (1974, mit Richard Serra). Points of View: Clocktower (1974) zeigt Aufnahmen von Gesprächen zwischen Lucy Lippard und Richard Serra, Liza Béar und Klaus Kertess, Carl Andre und Ruth Kligman und Bruce Brice und Tina Girouard. 1978 produzierte sie einen 16-mm-Farbfilm, der das Werk „Sun Tunnels“ dokumentiert.

## Ausstellungen (Auswahl)
Nancy Holts Arbeiten wurden national und international ausgestellt. Unter anderem fanden Ausstellungen statt im New Museum of Contemporary Art, Whitney Museum of American Art, Museum of Modern Art, Dia Art Foundation und dem MoMA PS1 in New York City. Des Weiteren im Hirshhorn Museum and Sculpture Garden, Washington D.C., im Musée d’art moderne de la Ville de Paris und in der Tate Modern in London. „Sightlines“ hieß die Einzelausstellung im Badischen Kunstverein in Karlsruhe, 2011, Kuratorin war Alena J. Williams.